# برندان أوليري
براندان أوليري (بالإنجليزية: Brendan O'Leary)‏ هو عالم سياسة أيرلندي، ولد في 19 مارس 1958.